# Stiftelsen Fritt Näringsliv

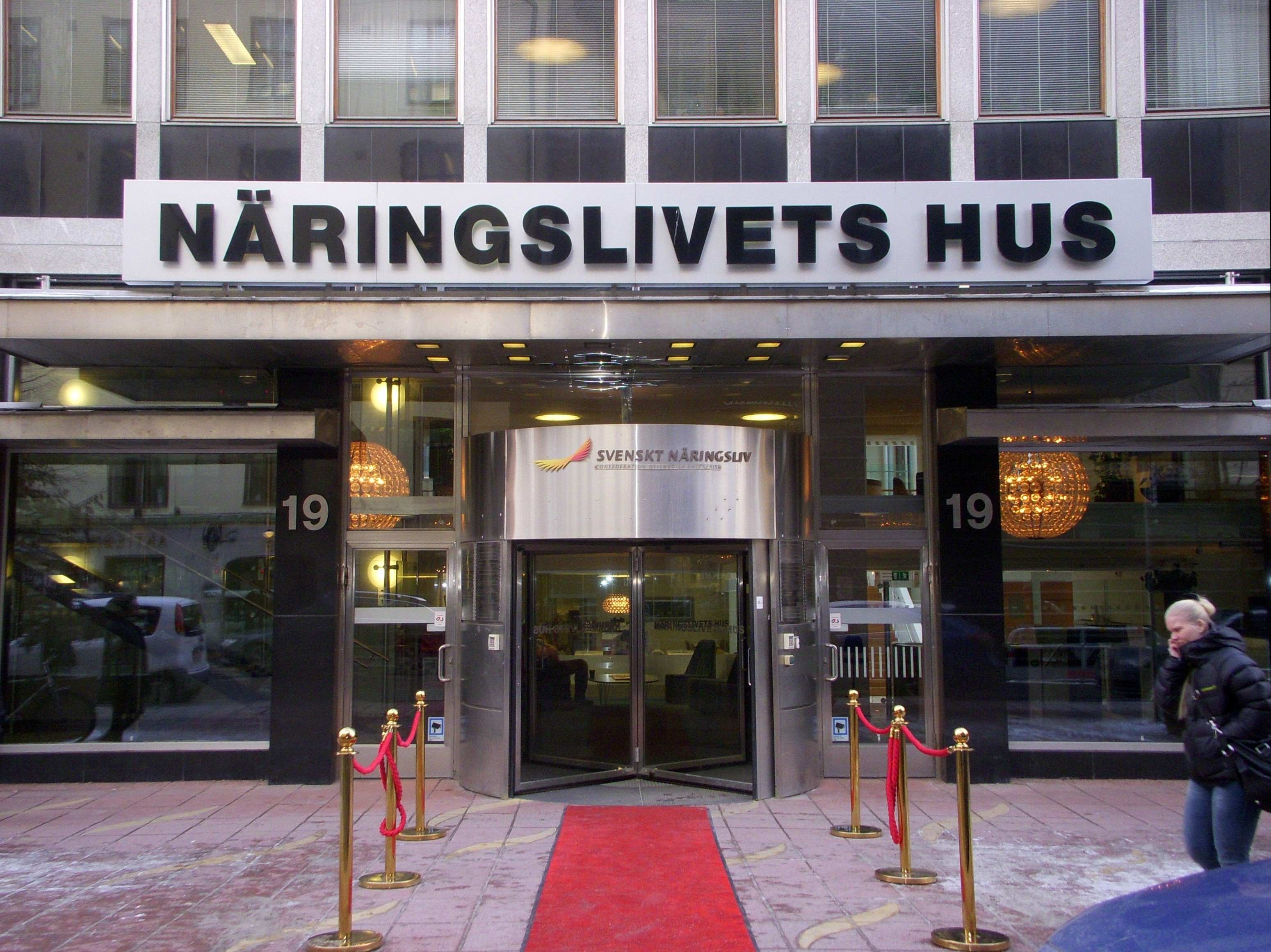
Svenskt Näringslivs huvudkontor i Stockholm.

Stiftelsen Fritt Näringsliv är en svensk marknadsliberal opinionsbildande stiftelse som bildades 2003 av Svenskt Näringsliv tillsammans med Näringslivets Fond (Näfo). Bildandet av stiftelsen ersatte föreningen Näringslivets Fond som ägare av tankesmedjan Timbro. Syftet var att skapa en hållfast bas för opinionsarbete för marknadsekonomi och fri företagsamhet. Stiftelsen gav också stöd till tidskriften Neo fram till att den lades ned, forskningsinstitutet Ratio och Föreningen för upplysning om kommunismen.
Vid stiftelsebildandet sköt Svenskt Näringsliv till trehundra miljoner kronor och Näfo hela sitt kapital om cirka tjugo miljoner kronor. Samtidigt upphörde det årliga anslaget från Svenskt Näringsliv till Näfo, vilket uppgick till omkring trettio miljoner kronor inklusive moms. Stiftelsen bedriver främst sin verksamhet i Timbros namn.
Stiftelsen har också i uppdrag att underlätta nya initiativ inom den marknadsekonomiska idéutvecklingen och opinionsbildningen genom att fungera som "såddkapitalist", det vill säga ge idé- och opinionsbildningsentreprenörer möjlighet att pröva nya verksamheter. Exempel på projekt som fått stöd genom åren är Magasinet Neo.